# Giovanni Battista Ragazzini
Giovanni Battista Ragazzini (Ravenna, 1520 – 1591) è stato un pittore italiano attivo a Ravenna, Fano, e in Umbria.
Insieme al fratello Francesco, affrescò la chiesa di San Domenico a Fano. Il suo stile fu influenzato dal pittore Luca Longhi (1507-1580, Ravenna)

## Opere
La sua prima opera conosciuta si trova nella Basilica di San Paterniano (a Fano) dove affrescò nel 1556 la cupola a calotta e il catino absidale. 

Il soggetto Dio Padre, insieme a Cristo e alla Vergine, sono posti al centro di una corona, circondati di santi e beati (Paradiso e Gloria di Dio Padre).
Fu attivo con il fratello Francesco Ragazzini (che operò nella metà del Seicento), e spesso si firmò nelle tele. Altre opere si trovano tra Ravenna e Cesena, oltre che nei paesi intorno a Fano. Fu attivo anche in Umbria e Abruzzo, tra il pescarese e il chietino.
Tra le opere pittoriche all'interno della chiesa di San Giovanni Battista, di Monte Urano, spiccano per rilevanza due dipinti del ravennate: La disputa di Gesù con i dottori nel tempio e Presentazione di Gesù al tempio, entrambe del 1592.
A Giovan Battista, attivo dal 1520 al 1589, sono attribuite le seguenti opere: Madonna; Gesù Bambino; San Domenico; San Fortunato; San Francesco; Sant'Eusebio presso la chiesa madre di Fano: una Crocifissione, con Gesù Cristo; Sant'Emidio; San Giacomo della Marca, conservato nella Pinacoteca civica di Ascoli Piceno. Il dipinto fu eseguito nel 1582 per decorare l`Altare della Cappella nel Palazzo Anzianale di Ascoli Piceno. L'opera è stata riferita inizialmente a Pietro Gaia, come risulta dall'inventario, assegnata dal Fabiani a Giambattista Spinelli da Chieti, pittore operante nel secolo XVI, visto l'atto di commissione a tal Giambattista. Dipinse inoltre un quadro dell'Assunzione tra i Santi, presso la chiesa parrocchiale di  Monsampolo del Tronto. Il dipinto è firmato IOANNES BAPT.A RAGAZZINUS RAVENAS ET GIRMANUS SUUS FRANCISCUS DEPINXIT 1583.
Francesco Ragazzino, fratello minore di Giovan Battista, ancora legato ai canoni rinascimentali, fu attivo tra le Marche e l'Abruzzo aquilano e pescarese. Firmò la tela dell'Adorazione dei pastori tra Santo Stefano e San Pietro, della chiesa delle Anime Sante presente nella piazzetta della porta medicea a Santo Stefano di Sessanio. I due santi sono raffigurati con simboli che li caratterizzano, San Pietro con le chiavi del Paradiso, e Santo Stefano con la dalmatica rossa del martirio. Attorno i pastori, ritratti folkloristicamente con i costumi della metà del '500. Un'altra sua opera nel teramano è a Morro d'Oro nella chiesa parrocchiale del Salvatore: il Matrimonio mistico di Santa Caterina d'Alessandria. la Santa è ritratta con la corona del martirio, accanto la figura centrale della Madonna col Bambino, affiancata da San Pietro apostolo. Dipinto carino, ma elementare, privo di plasticità, con figure che sembrano più fantocci che esseri umani. Nella stessa chiesa di Morro vi è il grande quadro del Trionfo del Santissimo Nome di Gesù. Nel riquadro centrale, diviso in quattro viventi, vi sono le scene della Vita di Gesù: Annunciazione, Circoncisione, Gesù tra San Bernardino da Siena, Santa Gertrude, e un Pontefice, Santa Caterina da Siena, una principessa con vessillo crociato, il Mondo dell'Oltretomba. Attorno vi sono 15 riquadri con personaggi: Profeti e Dottori della Chiesa, tratti dal Vecchio e Nuovo Testamento. Al centro vi è il Trigramma bernardiniano.
Sempre nel teramano, Francesco Ragazzino realizzò una grande tela del Dogma dell'Immacolata Concezione. La Madonna avvolta in una veste fucsia e un mantello ceruleo, in atteggiamento orante, poggia i piedi sopra il dragone schiacciato da una nuvola. Il volto è identico a quelli utilizzati da un altro pittore vissuto ai tempi di Compassino e Ragazzini: Felice Ciccarelli di Atessa, la di cui figura dell'Immacolata con lo stesso volto campeggia in una tela della cappella omonima del Duomo di Guardiagrele, e in una tela con la Madonna e San Lorenzo nella chiesa di San Lorenzo a Rapino. Il quadro del Ragazzini è diviso, seguendo la tecnica della Trasfigurazione di Raffaello, dividendo la scena in due settori, al centro in alto la Madonna, in basso i quattro pontefici e teologi che proclamarono il dogma dell'Immacolata: Bernardo di Chiaravalle († 1153); Alessandro di Hales († 1245); Alberto Magno († 1280); Tommaso d'Aquino († 1274); Bonaventura († 1274), ma sono presenti altri Santi e Dottori della Chiesa, spicca sulla destra San Gerolamo seminudo con ai piedi il leone ammansito. Al centro, appena percettibile, un bel paesaggio collinare, che forse fu ispirato alle ampie vedute che si ammirano dalla bella cittadina di Campli, dove si trova questo dipinto, proveniente dalla sconsacrata chiesa di San Bernardino con annesso convento.
Tra le ultime opere di Francesco Ragazzini si ricorda la pala di Santa Giusta, nella chiesa omonima a Penna Sant'Andrea. Opera datata 1616, con al centro la grande figura della Santa nelle vesti di martire, con in mano la palma, il giglio, e un crocifisso. Il volto è più rifinito dall'artista, il corpo è inconsistente, frutto dell'elaborazione di un modello, e lo si vede dall'inerte mano che sembra nemmeno sostenere con vigore la palma. Attorno sono disposte 10 scene con i momenti salienti della vita della Santa. Ciascuna scena è accompagnata da una frase che sintetizza il contenuto dell'episodio della vita.